# Sally Conwayová
Sally Conwayová (* 1. února 1987 Bristol) je britská a skotská zápasnice – judistka, bronzová olympijská medailistka z roku 2016.

## Sportovní kariéra
S judem začínala v 10 letech v Thornbury nedaleko Bristolu. V roce 2004 se jako talentovaná sportovkyně dostala do nově otevřeného sportovního centra Bisham Abbey nedaleko Marlow, které však po dvou letech skončilo z finančních důvodů. Její další kroky směřovaly do skotského Edinburghu, kde se připravuje pod vedením Billyho Cusacka. V britské reprezentaci se pohybuje od roku 2005 ve střední váze do 70 kg. V roce 2008 se na olympijské hry v Pekingu nekvalifikovala. V roce 2012 startovala jako domácí reprezentantka na olympijských hrách v Londýně, kde nestačila ve druhém kole na Nizozemku Edith Boschovou. Po olympijských hrách v Londýně začala spolupracovat s reprezentačním trenérem Jean-Paulem Bellem, pod jehož vedením stabilizovala své výkony na mezinárodní scéně.
V roce 2016 se kvalifikovala na olympijské hry v Riu a stala se jedním z překvapení judistického turnaje. Ve druhém kole vyřadila favorizovanou Gévrise Émaneovou z Francie, potom co jí minutu před koncem přeprala v boji na zemi. Jednalo se o jeden z nejkrásnějších přechodů z defenzivního boje na zemi do útočného s nasazeným držením na olympijských hrách. Ve čtvrtfinále poslala na wazari technikou hiza-guruma Lindu Bolderovou z Izraele a zvítězila po následném osaekomi na wazari-ippon. V semifinále však byla nad její síly Kolumbijka Yuri Alvearová, v prodloužení zaútočila technikou ko-uči-gari, které jí Alvearová pohotově okontrovala. V boji o třetí místo s Rakušankou Bernadette Grafovou se ujala v polovině zápasu vedení na juko a bodový náskok udržela do konce hrací doby. Získala bronzovou olympijskou medaili.

### Vítězství
- 2008 – 1× světový pohár (Birmingham)
- 2009 – 1× světový pohár (Minsk)
- 2011 – 1× světový pohár (Apia)
- 2013 – 1× světový pohár (Samsun)
- 2014 – 1× světový pohár (Glasgow)
- 2015 – 2× světový pohár (Baku, Čedžu)
- 2018 – 1× světový pohár (Paříž)

## Výsledky
| Olympijské hry     |    |     | —   |     |     |     | —   |     |     |     | úč. |     |     |     | 3. |     |    |  |  |  |  |  |  |  |  |  |  |  |
| Mistrovství světa  |    | —   |     | —   |     | úč. |     | 5.  | úč. | úč. |     | DNS | úč. | úč. |    | úč. |    |  |  |  |  |  |  |  |  |  |  |  |
| Evropské hry       |    |     |     |     |     |     |     |     |     |     |     |     |     | 7.  |    |     |    |  |  |  |  |  |  |  |  |  |  |  |
| Mistrovství Evropy | —  | —   | —   | —   | —   | úč. | úč. | úč. | úč. | —   | 7.  | úč. | 7.  | 7.  | 5. | —   | 2. |  |  |  |  |  |  |  |  |  |  |  |
| ME do 23 let       |    | —   | —   | —   | úč. | 3.  | —   | —   |     |     |     |     |     |     |    |     |    |  |  |  |  |  |  |  |  |  |  |  |
| MS juniorů         | —  |     | úč. |     | 2.  |     |     |     |     |     |     |     |     |     |    |     |    |  |  |  |  |  |  |  |  |  |  |  |
| ME juniorů         | —  | —   | úč. | úč. | úč. |     |     |     |     |     |     |     |     |     |    |     |    |  |  |  |  |  |  |  |  |  |  |  |
| ME dorostenců      | 5. | úč. |     |     |     |     |     |     |     |     |     |     |     |     |    |     |    |  |  |  |  |  |  |  |  |  |  |  |